# Adolf Stern
Adolf Stern, de nombre real Adolf Ernst (Leipzig, 14 de junio de 1835 - Dresde, 15 de abril de 1907) fue un historiador de la literatura y poeta alemán.

## Vida
Estudió en las universidades de Leipzig y Jena y en 1868 fue nombrado profesor de historia de la literatura en el Politécnico de Dresde. Sus publicaciones incluyen la compilación Fünfzig Jahre deutscher Dichtung (1871); una colección de ensayos, Aus dem achtzehnten Jahrhundert (1874); una biografía de su amigo Otto Ludwig, Otto Ludwig. Ein Dichterleben (1890); dos historias de la literatura, Die Geschichte der neueren Literatur (7 vols., 1883-5) y Die deutsche Nationalliteratur von Goethes Tod bis zur Gegenwart (1886); Grundriss der allgemeinen Literaturgeschichte (cuarta edición, 1906); y ediciones de Hauff, Herder y Christian Gottfried Körner, entre otros títulos.
Fue además un activo escritor de literatura de creación, especialmente de narrativa. Entre otros títulos, Gedichte (1860, cuarta edición 1900); Die Wiedertäufer (1866, relatos); las novelas Die letzten Humanisten (1880); Camoëns (1887) y la fragmentaria Die Ausgestossenen (1911). Sus Obras selectas aparecieron en ocho vols. (Leipzig, 1908).  

## Obras
- Historische Novellen, 1866
- Aus dunklen Tagen. Ein Novellenbuch, 1879
- Die Wiedertäufer. Historische Novelle, 1880
- Die letzten Humanisten. Historischer Roman, 1881
- Ohne Ideale. Roman, 1882
- Camoëns. Roman, 1886
- Die Wiedergefundene, 1891
- Ausgewählte Novellen, 1898
- Das Weihnachtsoratorium. Novelle, 1903
- Aus dem achtzehnten Jahrhundert, 1874
- Lexikon der deutschen Nationallitteratur, 1882
- Die Deutsche Nationallitteratur vom Tode Goethes bis zur Gegenwart, 1886
- Geschichte der Weltlitteratur in übersichtlicher Darstellung, 1888
- Hermann Hettner. Ein Lebensbild, 1885
- Otto Ludwig. Ein Dichterleben, 1891
- Beiträge zur Litteraturgeschichte des siebzehnten und achtzehnten Jahrhunderts, 1893
- Studien zur Litteratur der Gegenwart, 1895
- Margarete Stern. Ein Künstlerinnenleben, 1901
- Fünfzig Jahre deutsche Dichtung, 1871
- Wilhelm Hauff's Werke, 1878
- Johann Gottfried von Herder, Ausgewählte Werke, 1881
- Christian Gottfried Körner, Gesammelte Schriften, 1881
- Voltaire, Satyrische Romane und Erzählungen, 1886
- Theodor Körners Werke, 1889f.
- Otto Ludwigs gesammelte Schriften, 1891f.
- Friedrich Hebbel, Sämtliche Werke, 1902
- Franz Liszt, Briefe an Carl Gille, 1903
- Peter Cornelius, Literarische Werke, 1904f.

## Fuente
- Adolf Bartels, A. Stern der Dichter und Literaturhistoriker (Dresde, 1905)
- Theobald Bieder: Adolf Stern und seine Beziehungen zu Friedrich Hebbel. Leipzig 1936.

- Datos: Q76023
- Multimedia: Adolf Stern / Q76023